# Saldus
Saldus (deutsch: Frauenburg) ist eine Stadt im Westen Lettlands, im historischen Gebiet Kurland gelegen. Im Jahre 2022 zählte sie 9.532 Einwohner.

## Geschichte
Die Stadt am Fluss Ciecere fand erstmals Erwähnung als Saldene im Kurenvertrag von 1253. Damals wurde das gesamte Gebiet Saldene als „Land zwischen Schrunden und Semgallen“ der Herrschaft des livonischen Ordens unterstellt. Die deutsche Ortsbezeichnung stammt aus dem Jahre 1341, als der livonische Orden hier seine Festung errichtete. Die Existenz des Ortes um die Festung herum wird durch den Fund eines christlichen Friedhofs unweit des Festungsschlosses bestätigt.
Im Jahre 1625 residierte im Schloss Herzog Friedrich und von 1664 bis 1682 Herzog Jakob von Kurland und Semgallen. Während des Großen Nordischen Kriegs wurde das Schloss im Jahre 1701 zum Sitz des schwedischen Königs Karl XII. Das Schloss war vorher bereits durch schwedische Angriffe im Jahre 1659 beschädigt worden. Nach dem Nordischen Krieg war es nunmehr gänzlich zerstört.
Sowohl als Folge des Kriegs wie auch durch die Große Pest von 1708 bis 1714 starben die Bewohner von Saldus aus. Die Ortschaft existierte etwa 100 Jahre lang nur noch als kirchliche Gemeinde und als Landgut. Im Jahre 1856 begann der Wiederaufbau des Ortes. Stadtrecht erhielt Saldus im Jahre 1917 unter deutscher Besatzung im Ersten Weltkrieg.
Der Bahnhof Saldus an der Bahnstrecke Jelgava–Liepāja wurde am 10. August 1928 eröffnet. 1931 wurde nach dem Projekt von Professor Peter Feder (1868–1936) ein zweistöckiges Bahnhofsgebäude errichtet.
Im Zweiten Weltkrieg fanden in Kurland, mit einem Schwerpunkt südlich von Saldus, von Oktober 1944 bis Mai 1945 schwere Kämpfe zwischen Verbänden der Wehrmacht, unterstützt von einer Division lettischer Legionäre, und der Roten Armee statt. Es handelte sich um sieben Schlachten im sogenannten Kurland-Kessel. Die Frontlinien konnten im Wesentlichen bis zur Kapitulation der Gesamt-Wehrmacht am 9. Mai 1945 gehalten werden.
1950 wurde Saldus Kreisstadt und Zentrum der Gemeinde Saldus. 1984 wurde die Kunstschule eröffnet.

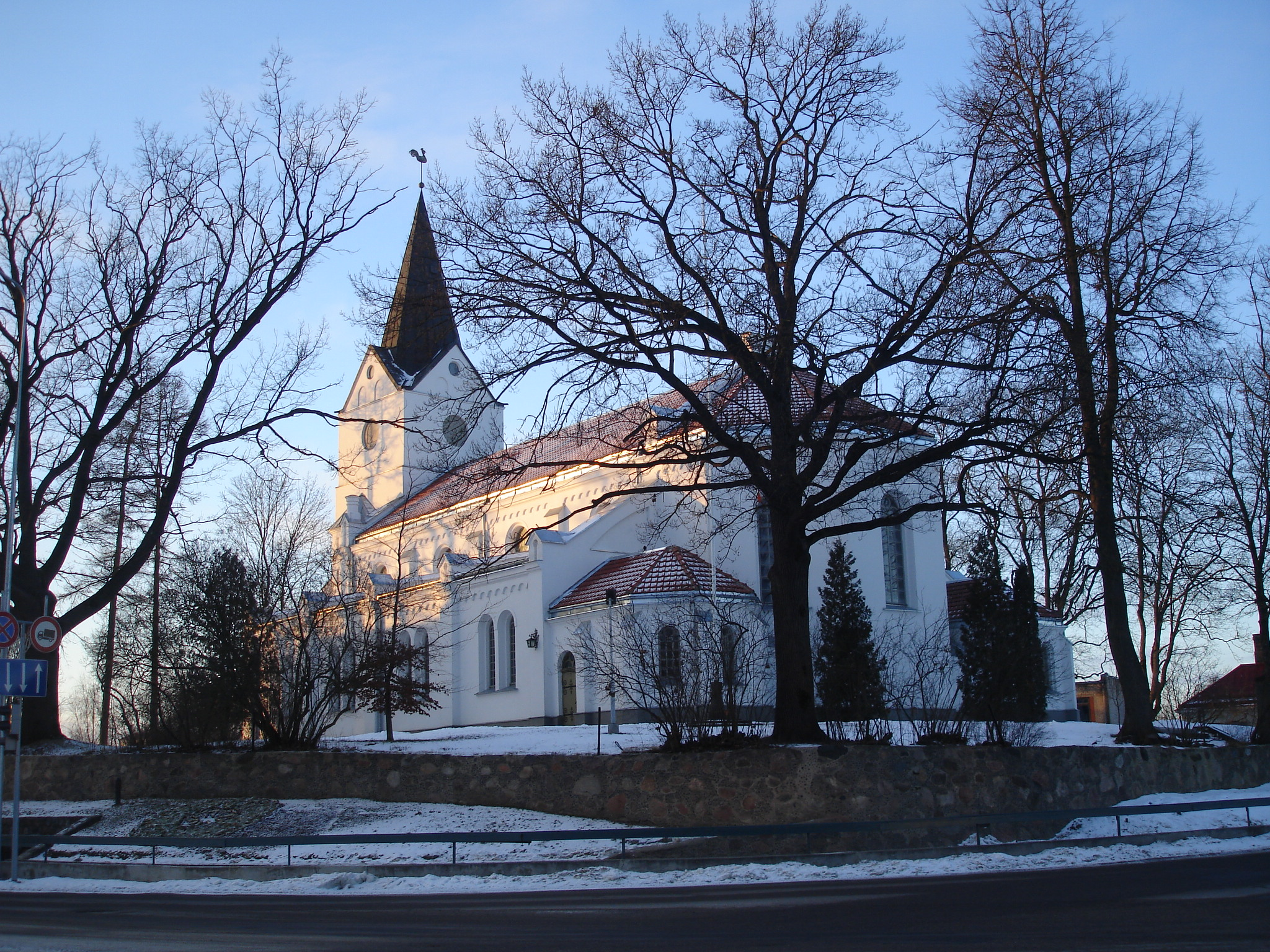
Evangelisch-lutherische Johanneskirche in Saldus, erbaut von 1898 bis 1899, Architekt Wilhelm Neumann
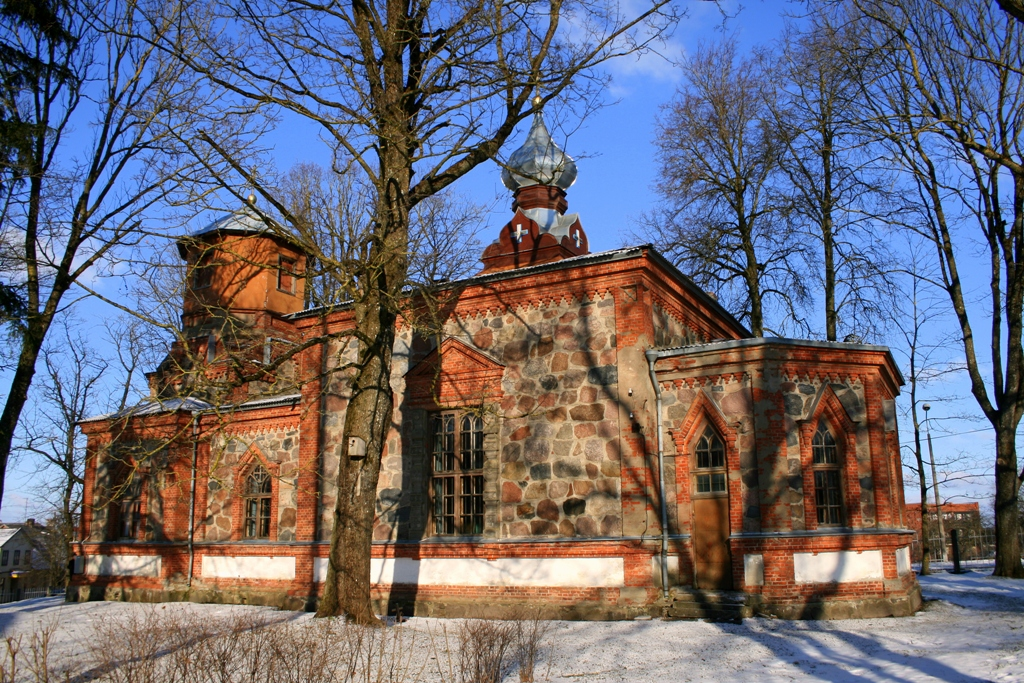
Orthodoxe Kirche der Verklärung, 1897 erbaut
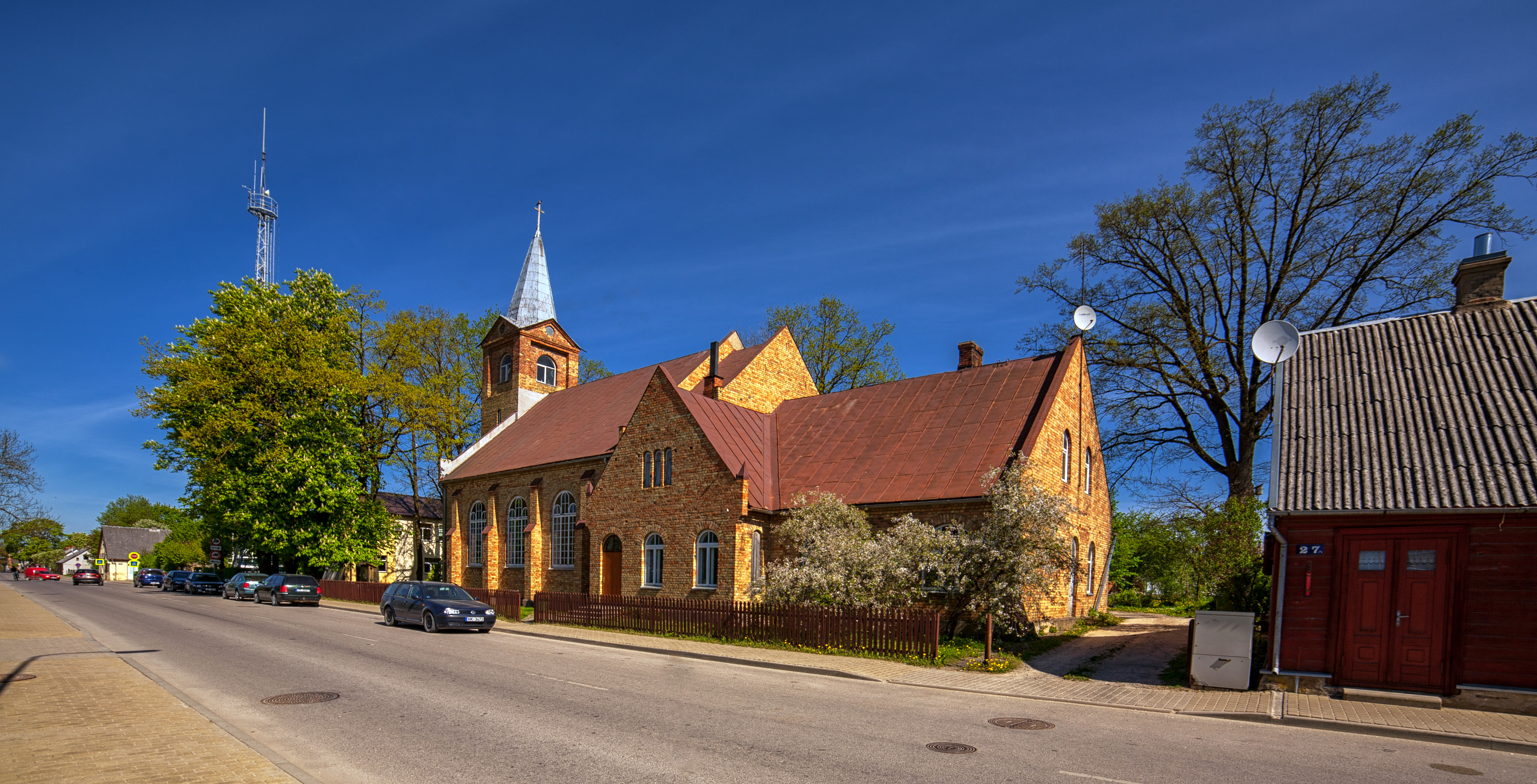
Martin-Luther-Kirche, erbaut 1934
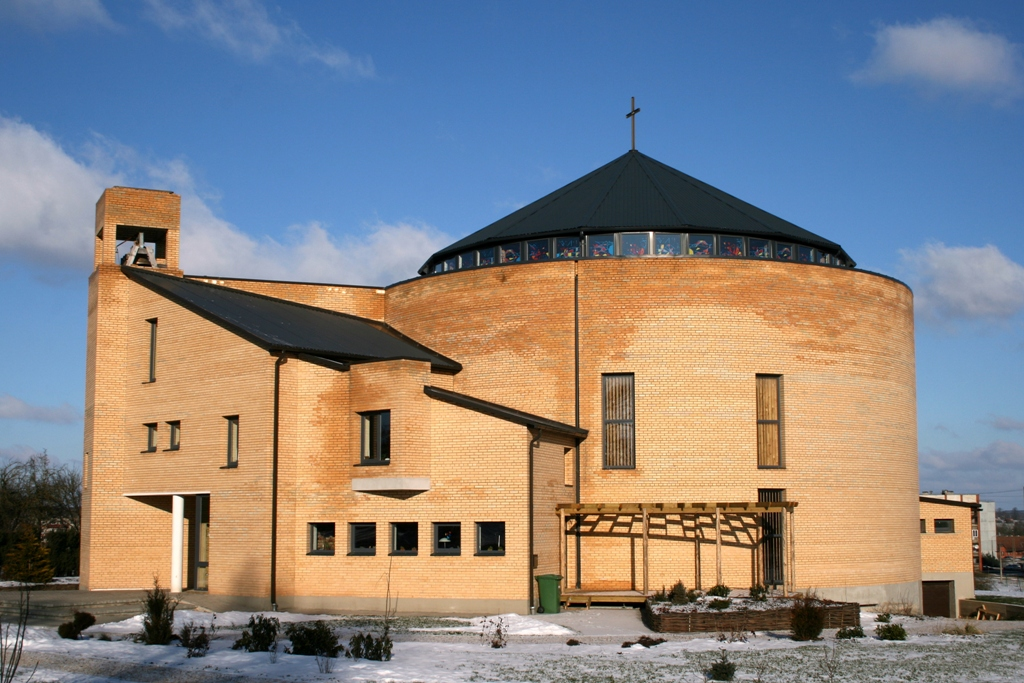
Römisch-katholische Kirche der Heiligen Apostel Peter und Paul, erbaut von 1999 bis 2008
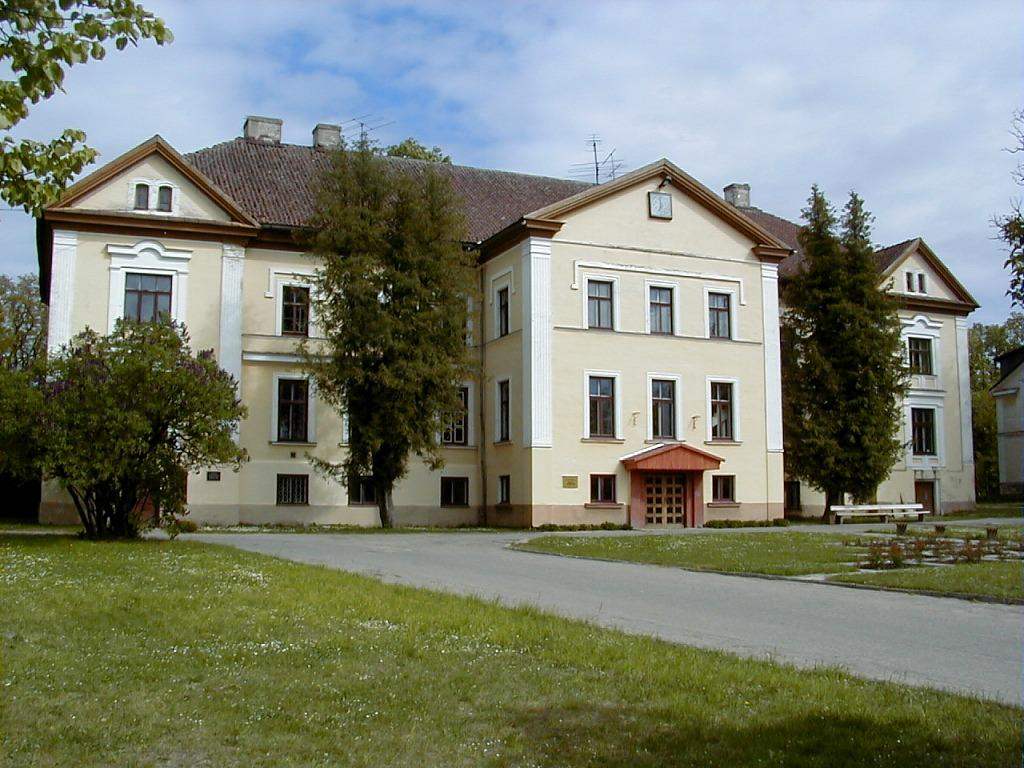
Herrenhaus Berghof-Brotzen (Kalna muiža, Kalnsētu muiža), erbaut 1874, jetzt Technische Fachschule
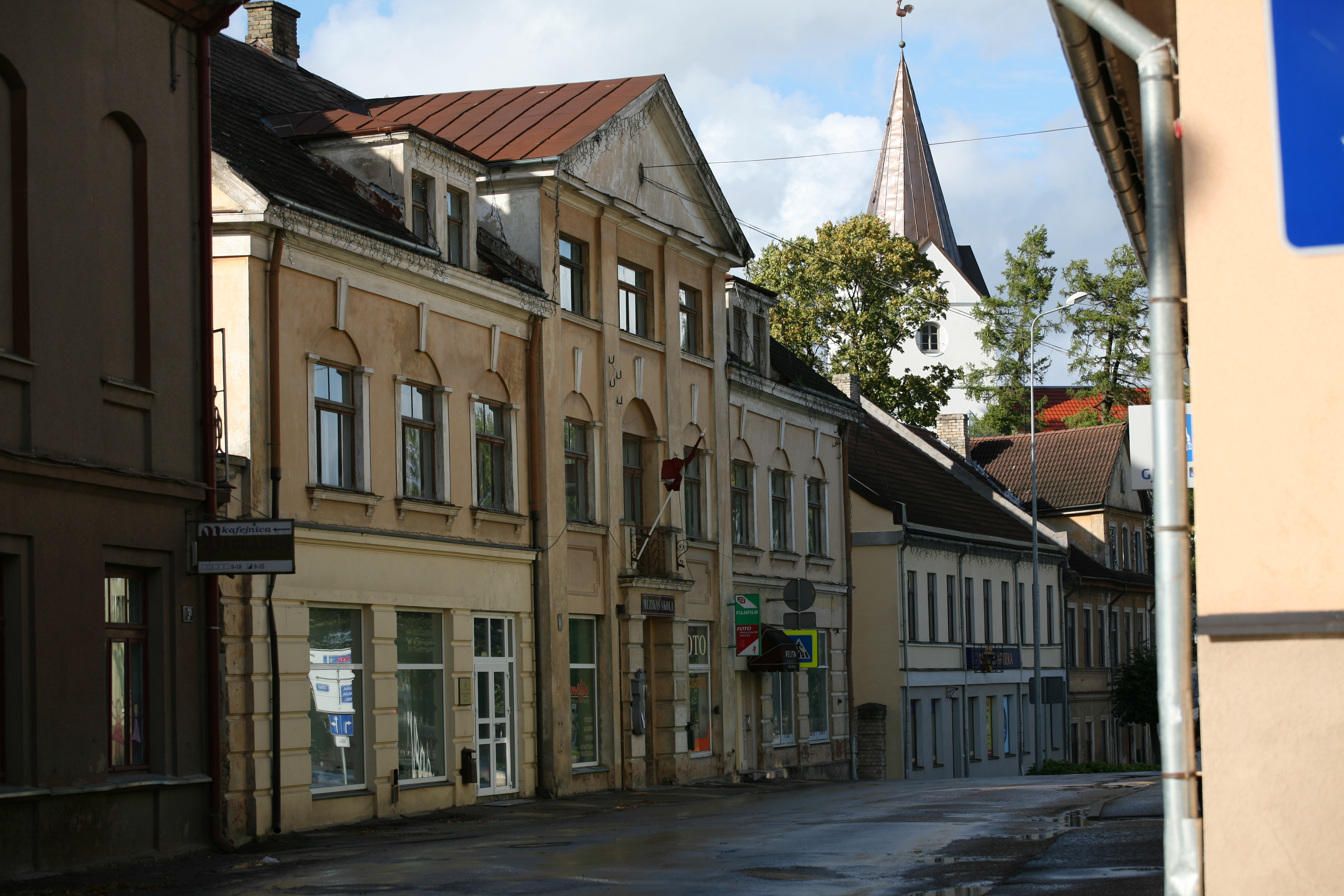
Musikschule Saldus in der Lielā iela
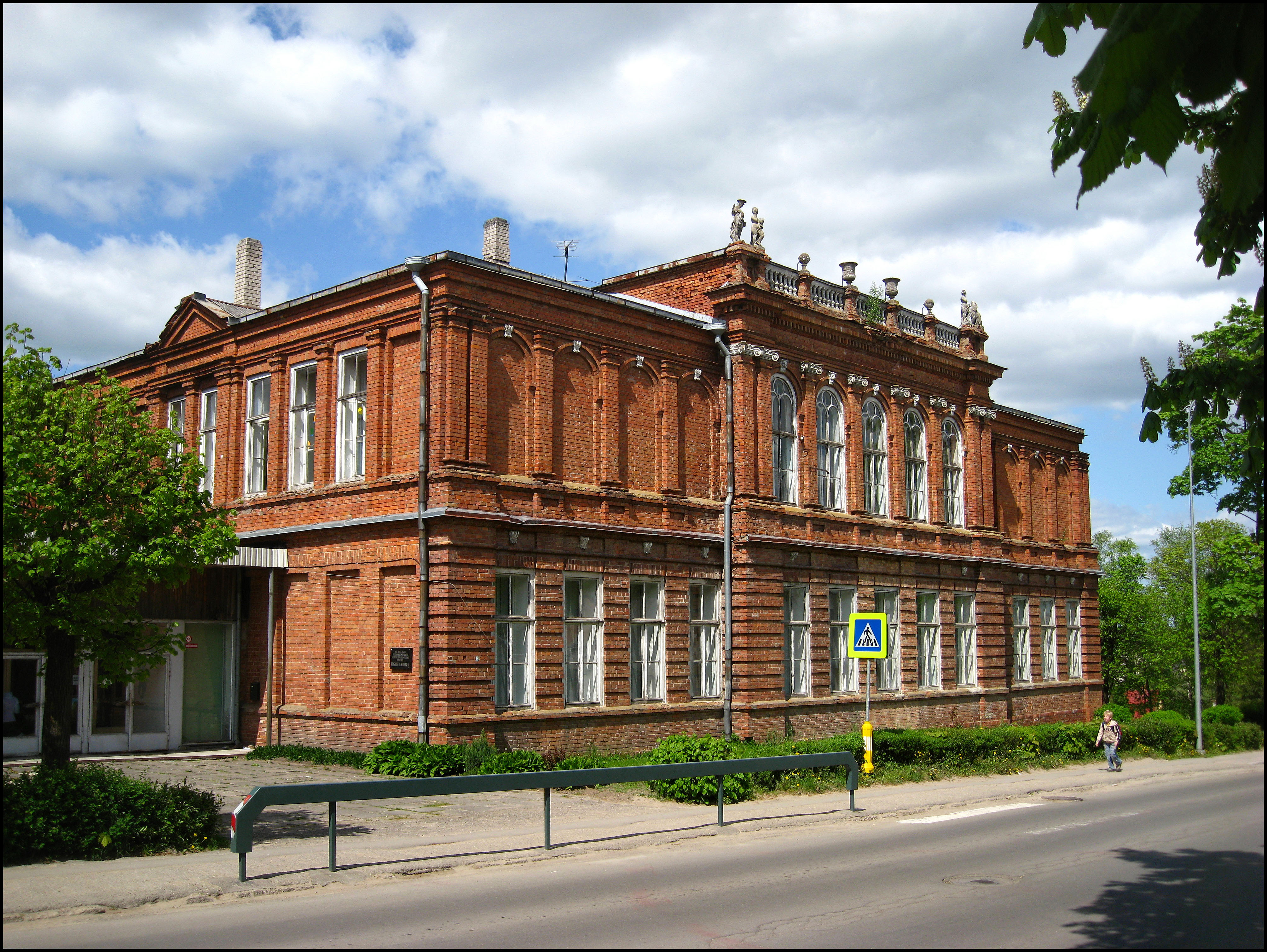
Grundschule
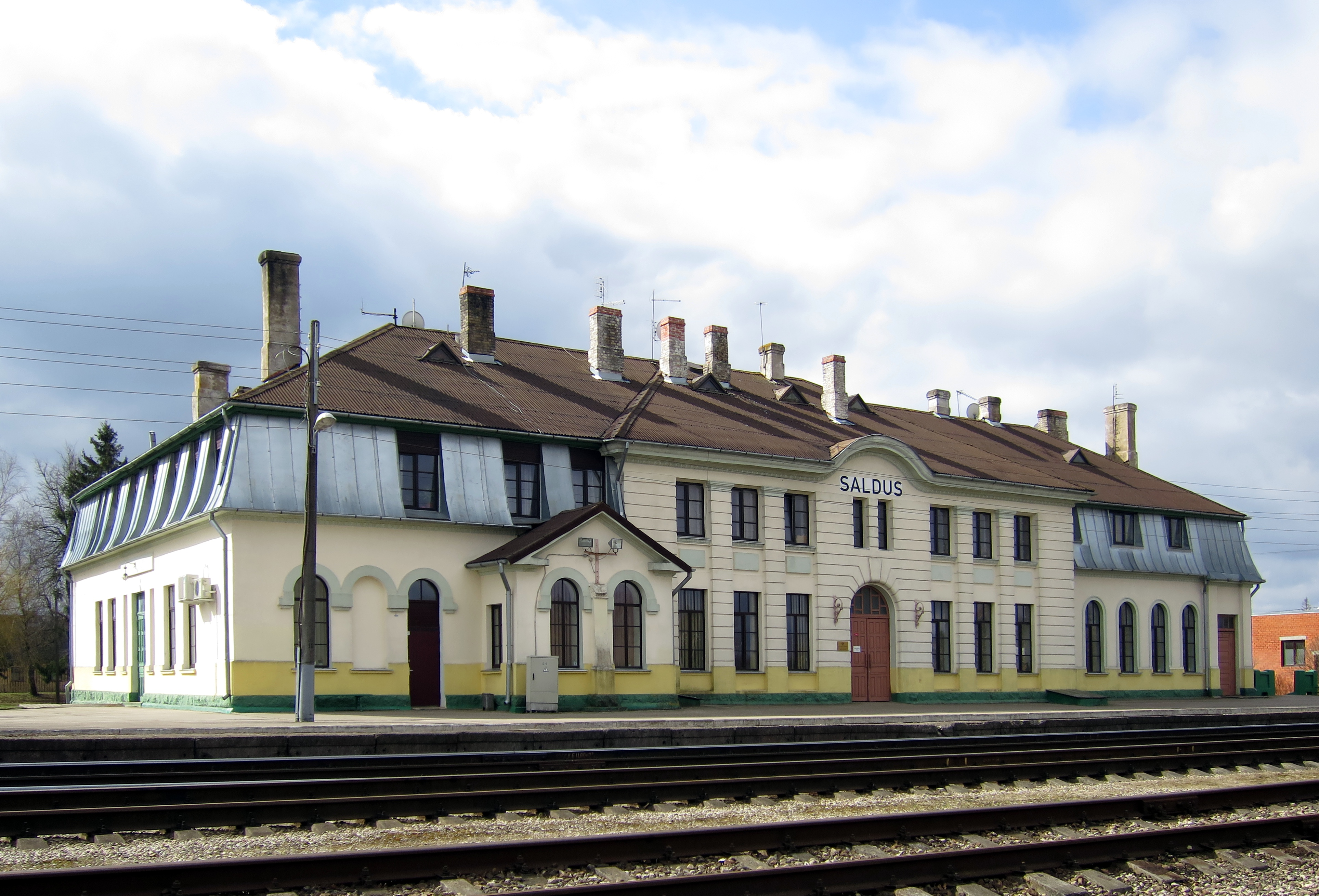
Bahnhof Saldus

## Partnerstädte

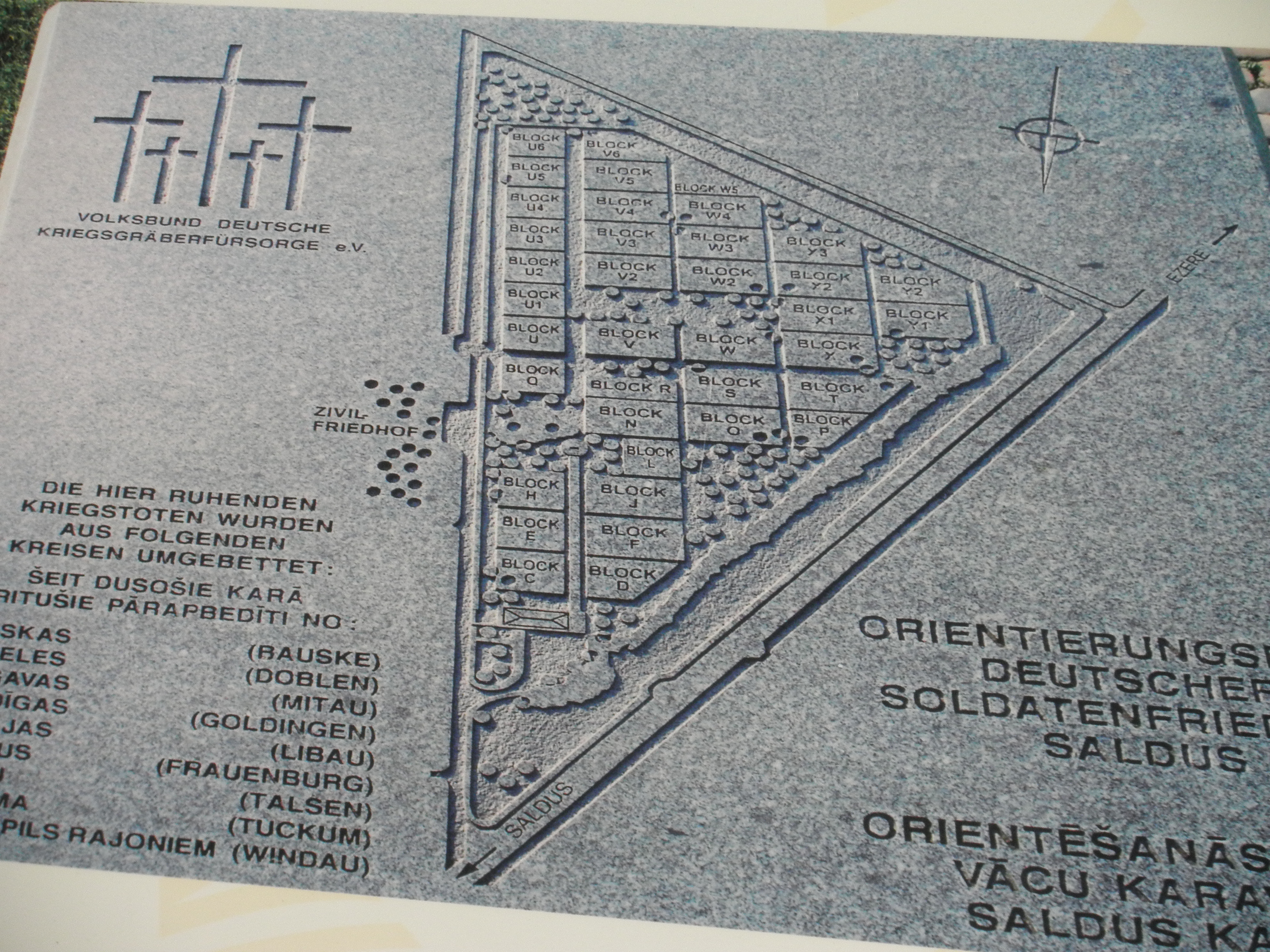
Lageplan der Kriegsgräberstätte Saldus

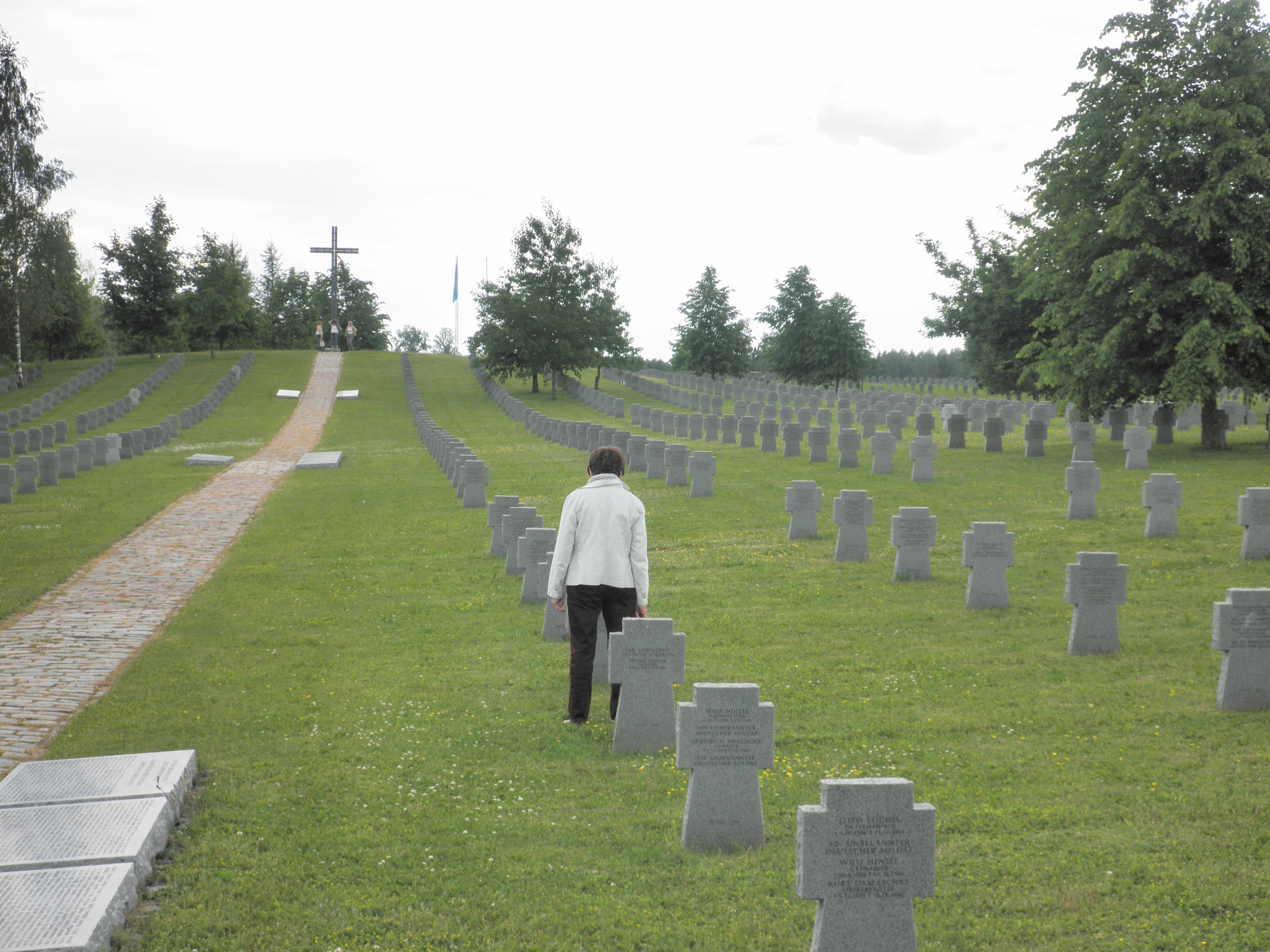
Kriegsgräberstätte Saldus, Ausschnitt

Saldus unterhält Partnerschaften mit:
- Paide, Estland
- Mažeikiai, Litauen
- Šilutė, Litauen
- Nevarėnai, Litauen
- Liederbach am Taunus, Deutschland
- Lidingö, Schweden
- Stargard, Polen
- Sergijew Possad, Russland
- Villebon-sur-Yvette, Frankreich
- St. Andrä an der Traisen, Österreich
- Volda, Norwegen

## Deutscher Soldatenfriedhof
Am 4. September 1999 weihte der Volksbund Deutsche Kriegsgräberfürsorge nach dreijährigen Umbettungsarbeiten südlich von Saldus (dt. Frauenburg) in Lettland die Deutsche Kriegsgräberstätte Saldus (Frauenburg), die größte deutsche Kriegsgräberstätte in den baltischen Staaten ein. Sie wird überragt von einem 7,5 Meter hohen christlichen Metallkreuz. Ausgelegt auf die Bestattung von 30.000 Toten, wurden hier bis 2021 mehr als 22.900 lettische und deutsche Kriegstote beigesetzt. Die Gebeine von 2.000 Toten kamen von einem im Ort Frauenburg selbst gelegenen, teilzerstörtem Friedhof. Es handelt sich bei Saldus um den „zentralen Sammelfriedhof für die in den westlichen Landesteilen Lettlands gefallenen oder in Kriegsgefangenschaft ums Leben gekommenen deutschen Soldaten und Soldaten anderer Länder, die auf deutscher Seite kämpften.“
Laut Erklärungstafeln auf dem Friedhof betrugen in den Kurlandschlachten die Verluste von Deutschen und Letten 50.000 Mann, die der Roten Armee 400.000 Mann. Zur Sowjetzeit waren viele Soldatengräber auch in Lettland zerstört oder unkenntlich gemacht worden.

## Söhne und Töchter der Stadt
- Johann von Besser (1654–1729), deutscher Dichter
- Janis Rozentāls (1866–1917), Maler
- Edgars Dunsdorfs (1904–2002), Historiker, Hochschullehrer, Volkswirt und Autor
- Ursula Donath (* 1931), deutsche Leichtathletin und Olympiateilnehmerin
- Gints Freimanis (1985–2023), Fußballspieler
- Ieva Lagūna (* 1990), Model
- Līga Velvere (* 1990), Leichtathletin

## Bezirk Saldus

Wappen des Bezirks Saldus (Von der Künstlerin Arta Strautiņa ausgearbeitet)

2009 schloss sich die Stadt mit 15 Gemeinden des ehemaligen Landkreises zusammen. Die Fläche beträgt 1683,3 km².
Bei der Volkszählung 2011 wurden 25.604 Einwohner im Landkreis gezählt.
Einwohnerzahlen einzelner Gemeinden:
- Saldus Stadt 11396
- Gemeinde Ezere 1154
- Gemeinde Jaunauce 359
- Gemeinde Jaunlutriņi 846
- Gemeinde Kursīši 861
- Gemeinde Lutriņi 1216
- Gemeinde Nīgrande 1442
- Gemeinde Novadnieki 1660
- Gemeinde Pampāļi 717
- Gemeinde Ruba 782
- Gemeinde Saldus 1482
- Gemeinde Šķēde 632
- Gemeinde Vadakste 467
- Gemeinde Zaņa 710
- Gemeinde Zirņi 1556
- Gemeinde Zvārde 324